# アメリカ合衆国の歴史 (1964-1980)
本稿では1964年から1980年に掛けてのアメリカ合衆国の歴史を扱う。この時代には、アフリカ系アメリカ人による公民権運動が継続し、ベトナム戦争が深刻化してその反対運動が起こった。また冷戦が継続した中で、宇宙開発競争の結果として人間を初めて月へ送り込むことになった。
1960年代はその後の半世紀のアメリカ合衆国の政治を作り上げたと考えられている。2004年にビル・クリントンが「60年代を振り返って、悪いことよりも良いことの方が多いと思うのであれば貴方は恐らく民主党員であり、良いことよりも悪いことの方が多いと思えば貴方は恐らく共和党員だ」と言っていることで説明できる。

## 公民権運動
1960年代のアメリカ合衆国は街頭抗議、デモ、暴動、社会不安、反戦抗議、および文化の変革で特徴付けられる。アフリカ系アメリカ人の若者が法廷での公民権闘争勝利に続いて、マーティン・ルーサー・キング・ジュニア牧師や全米黒人地位向上協会の指導で街頭抗議を行った。しかし、シットイン、街頭抗議、非暴力抗議および訴訟は、人々が政治に不満を表明するための数少ない手段だった。というのも町の集会に出席して不満を表明する可能性は実質的に放棄されていたからである。公民権のような政治問題に関心がある人々は、町の集会への出席機会が最小であるだけに不満を表明する場を持たなかった。大衆の注目を得るためには、奇抜なニュースであれば短期間でも大衆の想像力を掴む可能性があったので、多くの活動家達は新聞の見出しに載るような突飛な行動を採る必要性を感じていた。キング牧師は大衆の意識に強く訴えるために非暴力を貫くアフリカ系アメリカ人抗議者に対する残虐行為の例を記録させるためにマスコミを旨く使った。長い間悪政の痛みを感じており、マスコミと共に世論を変えようという長いスパンの抗議行動を行い、また法廷で政策を変えようと動いてもいたアフリカ系アメリカ人、あるいはフェミニストあるいはホモセクシャルのような虐げられた集団があるときに、行動主義が政治的変化を旨くもたらした。

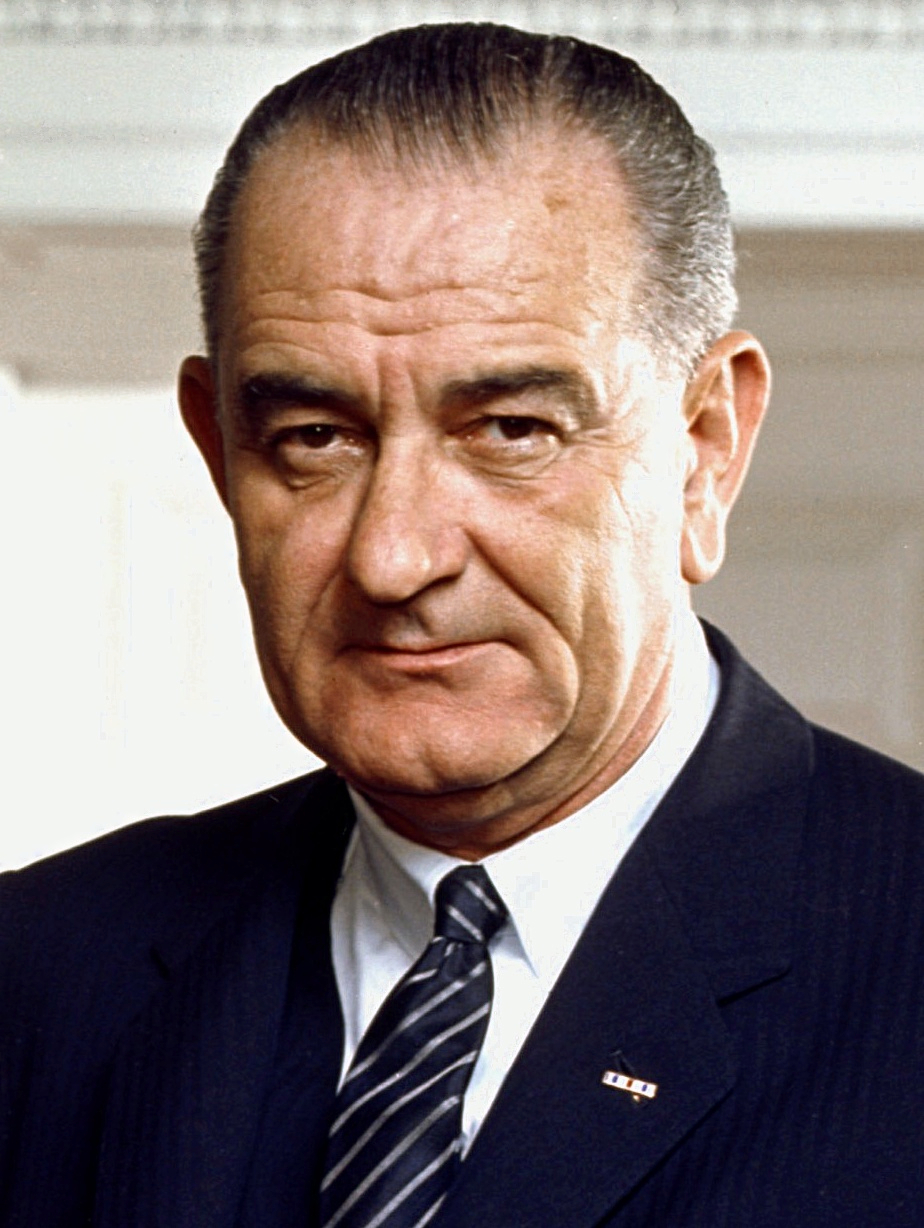
リンドン・B・ジョンソン

1963年にジョン・F・ケネディが暗殺されたことは、国内の政治変化を促す効果をもたらした。後継者のリンドン・B・ジョンソン大統領はこの状況に付け込み、国内の気運と彼自身の政治手腕を組み合わせてケネディの政策を推し進めた。その中でも特筆されるものが1964年公民権法であった。さらに1965年の選挙権法によって、連邦政府、州および、地方自治体の選挙に直接の影響を与えた。この法が1965年8月6日に成立してから数ヶ月のうちに、25万人の黒人が有権者登録し、その3分の1は連邦政府の検査官によってだった。それから4年間のうちに、アメリカ合衆国南部の有権者数は2倍以上になった。ミシシッピ州では黒人の投票率が74％と最高になり、他州よりも多くの黒人指導者が当選した。1969年、テネシー州では投票率か92.1％となり、アーカンソー州では77.9％、テキサス州では77.3％となった。

## 1964年選挙

1964年大統領選挙での選挙人票獲得数、青がジョンソン

1964年アメリカ合衆国大統領選挙で、ジョンソンは自身を中道に位置付け、強硬な右派として特徴付けた対抗馬、共和党公認候補のバリー・ゴールドウォーターとの違いを鮮明にした。ジョンソンが使った運動手法として最も有名なのが、「デージーガール」と名付けられたテレビコマーシャルだった。これでは一人の少女が野原でデージーの花びらを数えながら毟っており、それがカウントダウンの開始につながり原子爆弾の爆発に繋がるものだった。このコマーシャルは、アジアで共産主義と戦うためにゴールドウォーターが戦術核兵器を使うことを提唱していたことに反応したものだった。
ジョンソンは一般選挙で64.9％を得票してゴールドウォーターに完勝した。この時の得票率差は1824年の大統領選挙以来の数字になった。しかしジョンソンが南部州で支持を得られなかったことが明らかであり、選挙地盤として「ソリッド・サウス」に依存してきた民主党のその後には逆風を意味していた。
公民権問題で保守的な南部白人を民主党から疎外させるまでは、労働組合、少数民族、革新派および南部白人の政治的連衡（いわゆるニューディール連衡）によって、30年間近くも民主党が連邦政府の多数派として支配し続けていた。

## 貧困撲滅活動
高齢者の医療費の多くを負担することとしたメディケア・プログラムを初め、個人や家庭を支援する連邦政府の政策の多くが、1960年代ジョンソン政権の「貧困との闘い」計画の中で始まった。これらの計画は1990年代に財政的困難さに直面して様々な修正が提案されたものの、二大政党の双方から強い支持を得られ続けている。さらにメディケイド計画で低所得家族の医療費も手当てしている。
1960年代に連邦政府は貧困家庭が食料を得られるように食料配給券を提供し、連邦政府と州政府は共同で子供のいる低所得の両親を支援する福祉助成金を与えた。

## カウンターカルチャー
1960年代が進むに連れて、多くの若者は1950年代や1960年代初期の社会的標準と保守主義に対して、またベトナム戦争や冷戦の拡大に対して変革を唱えるようになった。1960年代半ば、社会的変革の波が国内を襲い、より自由な社会が生まれた。公民権運動が進展するに連れ、フェミニズムや環境保護運動に加え性の革命も拡大した。平和、愛および自由を強調したヒッピー文化が主流に加わってきた。1967年、サンフランシスコで開催された「サマー・オブ・ラブ」では数千の若者が緩やかにかつ自由に新しい社会体験のために集結し、世界の大半にその文化を紹介することに貢献した。さらにLSDやマリファナなど幻覚剤を使用する者が増え、この動きの中心になった。当時の音楽はフォークロックに始まり、アシッドロックやサイケデリックロックに及んで世代の声を代表する重要な役割を果たした。カウンターカルチャー革命は1969年に開催されたウッドストック・フェスティバルで体現された。

## ベトナム戦争
アメリカ合衆国が戦争に関わる度合いは増していったが、正式な宣戦布告の無い戦争だった。1964年のトンキン湾決議は、ジョンソン大統領のアメリカ合衆国による戦争介入拡大政策を支持する議会決議であり、圧倒的な支持で決められた。この時点からアメリカ軍の派兵が増加し、犠牲者の数も確実に増えていった。当初アメリカ合衆国の世論は戦争を支持していたが、1968年に南ベトナムの解放民族戦線がテト攻勢を仕掛けた時点で、その支持の大半は潰れた。アメリカ軍とベトナム共和国陸軍の作戦はベトコンを実効勢力の無い状態にまで弱らせることに成功したが、アメリカ合衆国世論の支持を失ったことでアメリカ軍の撤退に繋がり、南ベトナムにおける「ベトナム化」（南ベトナム軍のみで戦争を継続する政策）が進んだ。

### 反戦運動

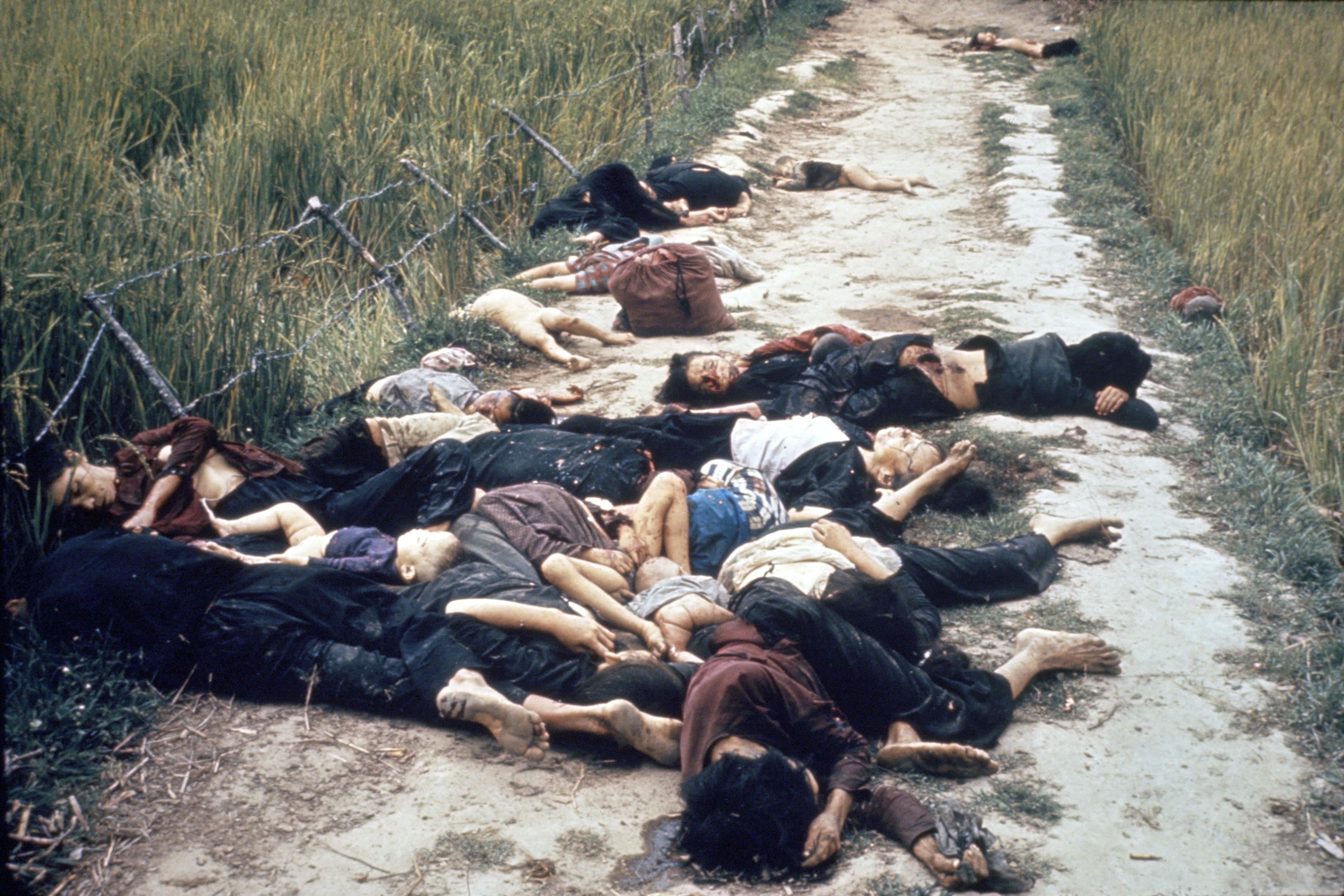
ソンミ村虐殺事件で殺された市民の写真

1964年以降、大学のキャンパスで小さな反戦運動が始まった。道徳的観点から戦争に反対する者もいれば、この戦争に明確な目標が無く、あるいは明白な出口戦略が無いと感じる者もいた。反戦運動は、人口動態的に重要なベビーブームで生まれた子供達が大学に入る年代に達した時に一致して、学生運動の高まりの中で起こった。第二次世界大戦は1945年に終わり、朝鮮戦争は1953年に終わっていたので、全部ではないとしても大半のベビーブーム世代は戦争を知らなかった。
ベトナム戦争はマスコミに取り上げられる程度でも前例のないものであり、初めてテレビに映った戦争とも呼ばれた。「新左翼」によって喧しく戦争反対が唱えられた時でもあった。
アメリカ世論における戦争推進派と反対派の分裂は戦争が終わった後も継続し、次第にアメリカ人を分ける「文化戦争」に導く要因となり、これが21世紀にまで持ち越された。

### 1968年選挙
1968年、ジョンソン大統領はその再選を求める運動を始めた。民主党員であるユージーン・マッカーシーが反戦という綱領に立ってジョンソンの対抗馬に立った。マッカーシーはニューハンプシャー州で行われた最初の予備選挙では敗れたが、現職候補に対してかなりの善戦を行った。この結果はジョンソン陣営にとって打撃であり、他の要素もあってジョンソンは3月のテレビ放送された演説で指名選挙戦から撤退するという電撃発表を行った。このときパリでベトナムとの休戦交渉を始めることも報せた。
ジョンソンが指名選挙戦から離脱するという機会を捉えて、ロバート・ケネディがやはり反戦という綱領に立って指名選挙戦に出馬した。ジョンソンの副大統領であるヒューバート・H・ハンフリーも指名を求めて出馬し、南ベトナム政府の支援を続けると約束した。
その夏、ロバート・ケネディが暗殺され、マッカーシーは党内特権階級の中にあったハンフリー支持を敗れなかった。ハンフリーが民主党の指名を獲得し、一般選挙では共和党のリチャード・ニクソンと戦った。ニクソンは、「ヒッピー」のカウンターカルチャーを毛嫌いする中道アメリカ人、通称「物言わぬ多数派」と呼ばれる人々に訴えた。またその「秘密の計画」で「名誉ある和平」によってベトナム戦争を終わらせると約束もした。「ベトナム化」と呼んだ戦争をベトナム人の手に任せてしまう戦略を確立するニクソン・ドクトリンを提案した。民主党が割れる中でニクソンは大統領選挙に当選した。

### 撤退
ニクソンは、ベトナムから撤退することについて、それで人気を取れたとしても安請け合いしてしまったことが分かった。南ベトナムが単独で自国を防衛できるかという心配と、議会から軍隊引き上げの圧力が高まってきたこと、さらには一方的に戦費を削減して最終的に切ってしまうという方向に議会が傾いていったこととのバランスを取ろうとして、ニクソンは莫大な努力と政治的材料を使うことを強いられた。
これと同時にニクソンはベトナムでの戦争に関する大衆の敵意の正面に立つようになった。戦争の道徳性が問題であり続け、ソンミ村虐殺事件のような事件で戦争に対する支持が失われ、ベトナム化の労力を増した。
ウォーターゲート事件が問題になり始めたことがニクソンにとって大きな障害となり、さらに議会が提供していた南ベトナムに対するなけなしの財政支援も、南ベトナム政府と軍人との汚職によって雲散霧消していた。
1973年のパリ休戦合意に基づいてアメリカ合衆国は遂にベトナムから軍隊を撤退させた。しかし幾らかの支援部隊は2年後まで残り、サイゴン政権の崩壊と北ベトナムが全土を支配したときに脱出した。ベトナム戦争の実質的な終戦は1975年4月30日だった。
最終的に500万人のベトナム人が殺され、約58,000人のアメリカ軍兵士が死んだ。隣接するカンボジアのクメール・ルージュによる被害はさらに甚大だった。ベトナム戦争による不安定化と、その紛争で周囲が動転したことでクメール・ルージュの残虐行為を横行させるままになった。

## スタグフレーション
ジョンソン大統領は1964年の減税を議会に認めさせたのと同時に、国内での施策とベトナム戦争にかかる費用を急速に増加させていた。その結果は貨幣供給量の大きな拡大であり、財政支出は赤字になり、急速に物価を押し上げることになった。しかしインフレは国際貿易におけるアメリカ合衆国の優越性を着実に衰えさせており、第二次世界大戦の終戦以降続いていたアメリカ合衆国の世界経済、地政学、商業、技術および文化的な優越性を傾けていた。1945年以降、アメリカ合衆国は原材料を手に入れやすく、海外で自国製品のそこそこの市場を得られる状態が続いていた。戦後のヨーロッパが崩壊していたために、アメリカ合衆国は世界の工業生産高の3分の1ほどを生産していた。1960年代までに、工業国が次第に希少な一次産品で競合するようになっただけでなく、第三世界諸国も次第に高い代価を要求するようになっていた。自動車産業と鉄鋼産業はアメリカ国内市場に入ってきた外国製品によって厳しい競合に直面し始めてもいた。
ニクソンは高い税金と少ない支出によって「スタグフレーション」と呼ばれた緩りとした成長とインフレに取り組むと約束した。しかしこれには議会の強硬な抵抗があった。その結果ニクソンはやり方を変えて通貨を規制する道を選んだ。連邦準備銀行は高利率によって通貨供給量の縮小を望んだが、あまり効果は無かった。
1971年夏までにニクソンは経済の潮流を変えるために決定的な行動を採れという大衆からの強い圧力を受けていた。8月15日、ニクソンは米ドルの金兌換制を停止した（ニクソン・ショック）。これは第二次世界大戦以来続いていたブレトン・ウッズ体制の崩壊を意味していた。その結果、米ドルの価値は世界市場で急落した。米ドルの切り下げはアメリカの輸出には貢献したが、海外の必需品、原材料および完成品をより高い価格で購入することにもなった。この8月15日にはまた、1970年の経済安定化法に基づいて、ニクソンがその経済政策の第1段階を実行した日でもあった。すなわちあらゆる賃金や物価をその時のレベル以上で90日間凍結することだった。11月に入って第1段階に必要とされた賃金と物価の増加分ガイドラインを連邦政府の機関が発表した。ニクソンは拡張的通貨財政政策を採用した。第2段階では厳格な賃金と物価の統制が解除された。
インフレ圧力によって経済政策の重要な転換に繋がった。1930年代の世界恐慌に続いた低経済成長と高失業率の不況は経済の重大な脅威と見られ、政府が支出を増やすか税を下げて消費が拡大することで対応が取られた。1970年代の場合、大きな物価上昇、特にエネルギー価格が上がり、インフレに対する強い恐怖を生んだ。その結果政府指導者は、支出を制限し、減税に抵抗し、通貨供給量拡大を抑制することで不況と戦うよりもインフレを制御する方向に進んだ。

## 1973年オイルショック

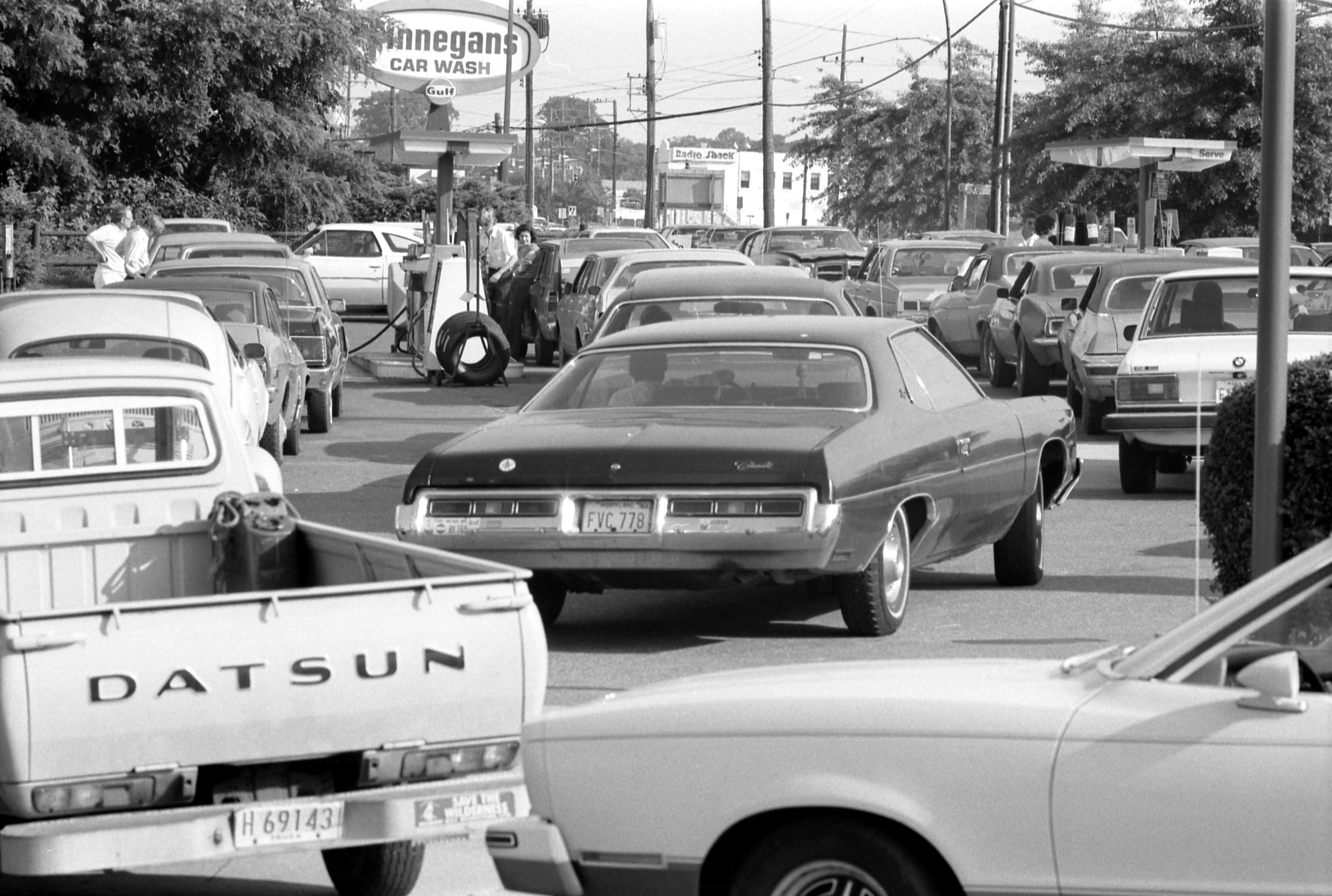
ガソリンスタンドの給油を待つ行列、1979年6月15日

事態をさらに悪くしたのは石油輸出国機構がその力を誇示し始めたことだった。国内の自動車と家屋の事情は、郊外の大きな家屋と大きな自動車を所有するのが普通になってきており、その燃料となる石油はその利益のために戦いを始めた第三世界諸国の経済と政治の道具になってきていた。1973年の第四次中東戦争に続いて、石油輸出国機構のアラブ諸国はイスラエルを支持する国家すなわちアメリカ合衆国や西欧諸国に石油を供給しないという声明を出した。これと同時に石油輸出国機構の他の諸国は原油価格の400％値上げに同意した。これが1973年オイルショックとなり、アメリカ合衆国の自家用車所有者はガソリンスタンドの給油を待つ長い行列を作ることになった。公共および民間の施設は暖房用石油を節約するために閉鎖された。工場は生産を止め、労働者を一時解雇した。石油の禁輸以外の1つの要素が1970年代のインフレ拡大を生んだほど大きな力を発揮したことは無かった。ただし、この事件はこの10年間を特徴付けるエネルギー危機のほんの端緒に過ぎなかった。
石油禁輸に対するアメリカ合衆国政府の反応は素早かったが限られた効果しか上げられなかった。ガソリン消費を抑えるために国内道路の最高制限速度は55マイル/時 (88 km/h) に制限された。ニクソン大統領はウィリアム・E・サイモンを「エネルギー皇帝」に指名し、1977年には内閣を構成する部局としてエネルギー省が創設され、さらにアメリカ合衆国の戦略的石油備蓄が始まることになった。1978年の全国エネルギー法もこの危機への対応だった。
連邦政府は国内の価格統制を徹底させることで不況をさらに悪化させた。これは既に発見されていた石油（古い石油）の価格を制限し、新しく発見された石油を高い価格で購入されるようにしたものであり、その結果古い石油は市場から消え、人為的な石油不足が起こった。このやり方は新しい石油開発を促進させることが意図されていた。この石油不足に対してはガソリンの配給制に繋がり（アメリカ合衆国以外の多くの国でも行われた）、自家用車所有者がガソリンスタンドで長い列を作った。
アメリカ合衆国では奇数偶数配給制が採られた。車のナンバープレートの末尾数字が奇数であるか仮ナンバーである者は奇数日にのみガソリンを入れることを認められ、偶数ナンバーの者は偶数日にのみ認められた。この規則は31日ある月の31日には適用されなかった。
アメリカ合衆国の幾つかの州ではガソリンスタンドでのガソリンの供給可能性を示すために3色の旗が使われた。緑の旗は供給制に拠らずガソリンの購入が可能であり、黄色の旗は供給制で売られることを示し、赤い旗はガソリンは無いが他のサービスは可能であることを意味した。

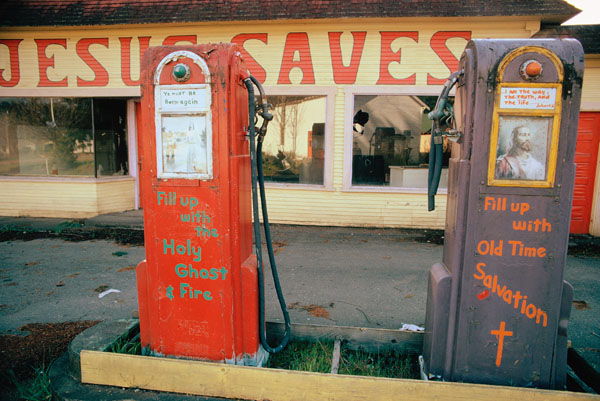
オイルショックの1973年から1974年の冬に放棄されたガソリンスタンド、別の目的に利用されることもあった。ワシントン州オリンピアの西、ポトラッチのこのスタンドは宗教集会所に変えられた。

一年間を通じて日光節約時間が設定された。1974年1月6日午前2時に全国の時計が1時間進められた。このために多くの学童が日の出前に通学することを強いられたので大きな批判を呼んだ。その結果、10月の最終日曜日に時計は元に戻され、さらに1975年2月23日午前2時にまた時計が1時間進められた。これは日の出前の通学を避けるためだった。この日光節約時間は4月の最終日曜日に時計を進めることになり、夏時間として1976年から本格実施された。
エネルギー危機では個人や事業もエネルギーを節約する呼びかけを行わせた。特に著名になったのは広告委員会が「燃料無駄遣いをするな」（Don't Be Fuelish、これは Don't Be Foolish にかけてある）という洒落を使った宣伝活動だった。多くの新聞では全面広告で、照明スイッチに貼り付けられる「最後のときは消灯、燃料無駄遣いをするな」というスローガンの書かれた切り抜き可能なラベルを載せた。
アメリカ合衆国の自動車「ビッグスリー」では、企業平均燃料経済標準が発行された後に出した最初の事業指令は既存の車種をダウンサイズさせることだった。1970年代が終わるまでにホィールベース121インチ (3.07 m)、車重4,500ポンド (2,000 kg) の自動車は過去のものになった。自動変速装置や電子制御燃料噴射装置が大量生産される前に、伝統的なフロントエンジン/リアドライブの配置が消えて行き、より効率的かつ統合されたフロントエンジン/フロントドライブの配置に置き換わり、コンパクトな車に変わった。フォルクスワーゲン・ゴルフを原型として、企業平均燃料経済標準が定めた燃費効率27.5マイル/ガロン (11.6 km/L) に対応し、デトロイトで生産する車の大半がフロントドライブになった。フォード・フェアモントのような車は1980年代初期だけで短命に終わった。
法では規制されなかったもののモータースポーツは自発的に縮小された。デイトナ24時間耐久レースは1974年に中断された。この年NASCARは全てのレースを10％短縮した。インディ500では予選が4日間から2日間に短縮され、練習日数日間も排除された。

## ソビエト連邦とのデタント
1972年から1973年、2つの超大国が互いの支援を求めた。ニクソン大統領は突然中国を訪れた後で、戦略核の開発を制限するためにソビエト連邦のレオニード・ブレジネフ第一書記とSALT I条約（第一次戦略兵器制限交渉）に調印した。
「デタント」（緊張緩和）は両超大国にとって戦略的にも経済的にも利益があった。兵器の制限によって脹れ上がった防衛予算の果てしない拡大を緩和することができた。それ以前は、ジョンソン政権で共産軍を破ることができずに、戦争遂行のための赤字予算がその後のアメリカ合衆国経済を弱体化させ、「スタグフレーション」の時代をもたらしていた。一方、ソビエト連邦は中ソ国境での流血を伴う衝突を止められず、またソビエト経済の衰退を下支えすることもできていなかった。これには重い軍事支出が一つの原因になっていた。両大国はアフリカやアジアにおける新興国を尊重することでも合意した。
しかしデタントは中東やアフリカ、特にアフリカ南部と東部での紛争勃発で挫折した。両国は、特にチリのような資源の豊富な第三世界諸国に影響を与え続けることでも競走を続けた。
アメリカ人の大半は、冷戦とは自由世界の全体主義に対する戦いだという主張を信じていた。しかしアメリカ合衆国は、チリの社会主義者大統領サルバドール・アジェンデのように選挙で選ばれていた場合であってもマルクス主義者だと認識する政府について、1950年代に行ったのと同じように転覆を謀った。
共産主義や社会主義の価値観はアメリカの資本主義的価値観と対立することが多かった。共産主義や社会主義の国家は裕福な少数者の利得のために、安い労働力として一般大衆を使おうとはしていなかった。労働関係法が増えて移民の数が減少し、人口増加率が鈍化すると、アメリカは弱い開発途上国からの安い労働力に対する依存率を上げていった。

## ウォーターゲート事件

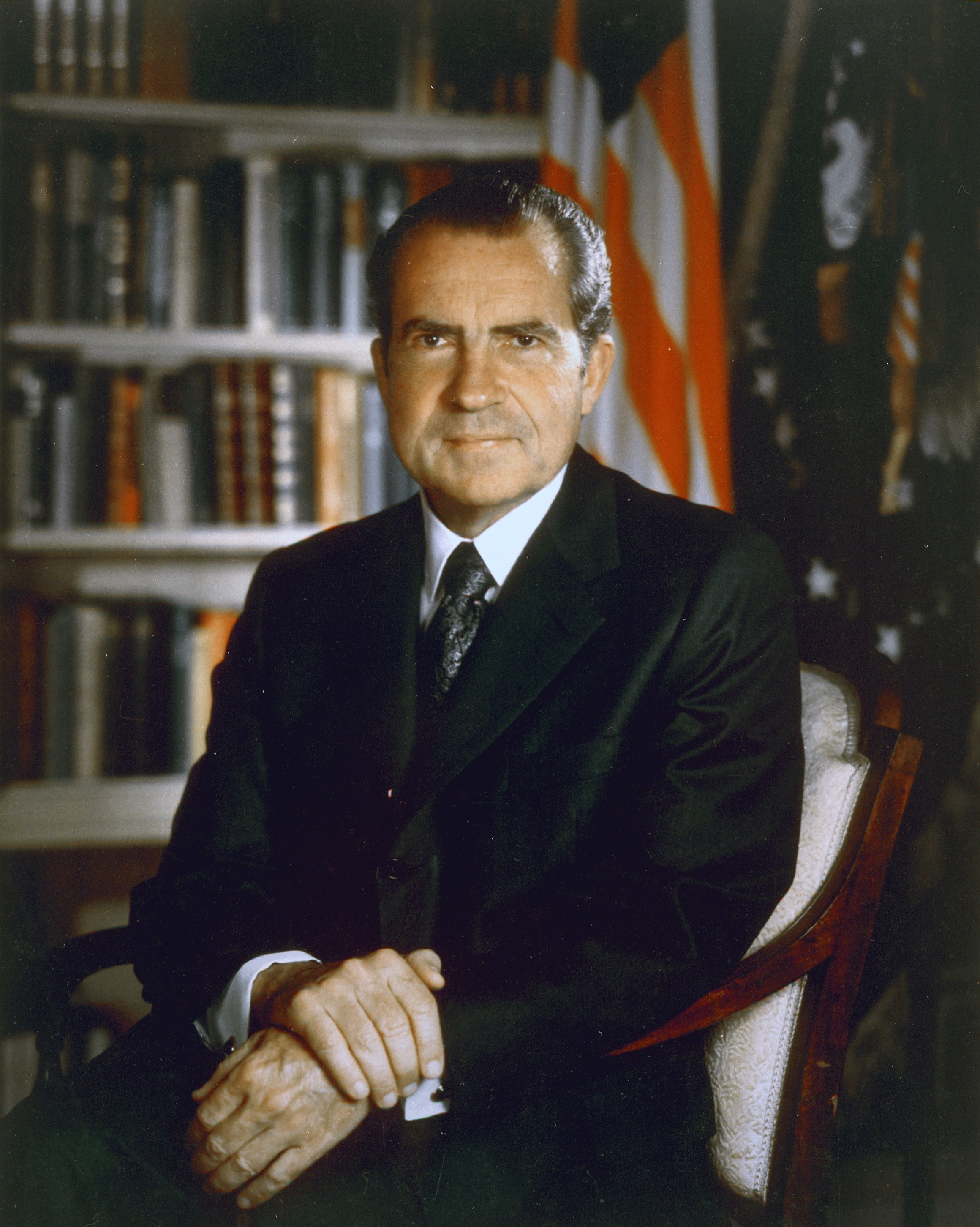
リチャード・ニクソン。ハリー・ロビンズ・ハルデマン、ジョン・アーリックマンおよびジョン・N・ミッチェルの裁判で公開された録音テープでは、「私は起こっている事を意に介さない。君達皆で協力せず、修正第5条を主張させろ。他のもの全てをもみ消すのだ。もしそれで救えるなら計画も救え。それが本質だ。できるなら我々の側の人々を守ることになる。」と語っていた。

1972年、ニクソンは共和党の大統領候補指名を獲得し、民主党候補のジョージ・マクガヴァンと戦った。マクガヴァンはベトナム戦争を終わらせることと、国民の貧窮層に最低収入を確保する制度を綱領で訴えた。マクガバヴァンは副大統領候補であるトマス・イーグルトンとのこじれ（結局は辞退してサージェント・シュライバーに代わった）や、共和党の選挙運動によって受け容れにくい急進派と烙印を捺されたことで苦戦し、最終結果はマクガバン38％対現職のニクソン61％という大差で敗北した。
しかしニクソンはウォーターゲート・オフィスビルにある民主党事務所に対する盗聴を教唆し隠蔽した容疑で捜査を受けた。アメリカ合衆国下院司法委員会は1974年5月9日にニクソンに対する正式かつ公開の公聴会を開催した。ニクソンは下院の弾劾に直面して上院での有罪確定に合うよりも辞任する道を選んだ。辞任は1974年8月9日に有効となった。その後継者ジェラルド・R・フォードは中道共和党員であり、ニクソンに対する先制的恩赦を発行し、事件調査を終わらせた。

## カーター政権

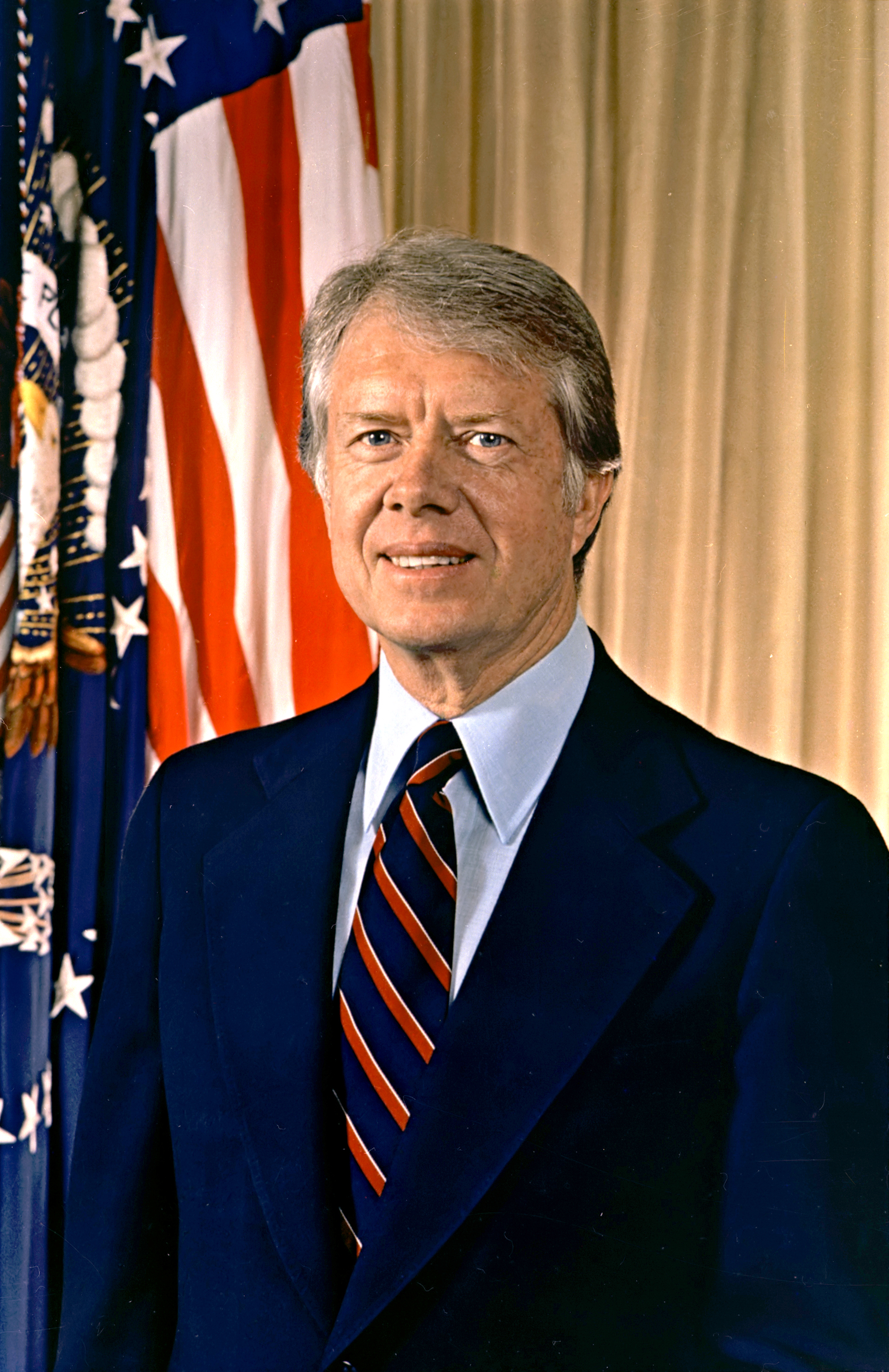
ジミー・カーター

ウォーターゲート事件の記憶がまだ新しい1976年、元ジョージア州知事ジミー・カーターはワシントンD.C.の政界には無縁であったが、その人格的高潔さで知られ、この年の民主党予備選挙では全国的に知られた政治家達を向こうに回して指名を獲得した。カーターは南北戦争以後では初めてディープサウス出身の候補者となり、最終的には大統領にも選出された。
カーターの任期中に起こった良く知られた出来事は、テヘランのアメリカ大使館人質を解放できなかったこと、経済とエネルギーの危機が起こったこと、イスラエルとエジプトの間で和平条約締結に貢献したことだった。
また1979年のSALT II（第二次戦略兵器制限交渉）合意では軍拡競争にもう一つの歯止めを掛けようとしたが、イランのイラン革命、ニカラグア革命およびソビエト連邦によるアフガニスタン侵攻に直面した。
1979年、カーターはイランの前国王（シャー）モハンマド・レザー・パフラヴィーが政治的亡命者としてアメリカ合衆国に入国し医療を受けることを認めた。カーターはその外交政策の看板として表面上は人権を前に出していたが、イランの元政治指導者に対するアメリカ合衆国の支持を継続させた。革命で打倒した元君主がアメリカに入ったことに反抗したイランの軍事政権は、テヘランのアメリカ大使館を占領し、52人の大使館員を人質にして、シャーを裁判に掛け処刑するためにイランへ帰国させることを求めた。シャーがエジプトで死亡したにも拘わらず人質事件は継続し、カーター政権の最終年度の大半の話題を支配した。この危機に対する対応では、ホワイトハウスの中に留まる「バラ園戦略」から人質救出の試みが失敗したことまで、この政権に対するアメリカ国民の信頼を高めることができなかった。
1979年、カーターは全国放送のテレビで、アメリカ国民の間にある自信の危機と考えるものについて演説した。これは「マレーズ」（無力感を引き起こすもの）演説と呼ばれるようになった。ただし、カーターが実際にこの言葉を使った訳ではない。この演説はアメリカ人に彼の期待する行動を起こさせるよりも、多くの者には悲観的な見解を表明しているように採られ、カーターの失政について文字通り大衆を非難しているように見えたので、カーター再選の希望も打ち砕いた可能性がある。